# Пунгурас, Ахиллеас
Ахиллеас Пунгурас (греч. Αχιλλέας Πούγγουρας; род. 13 декабря 1995, Салоники) — греческий футболист, защитник клуба «Сивасспор».

## Клубная карьера
Пунгурас — воспитанник клубов «Промитеас Ларисса» и ПАОК. 21 февраля 2015 года в матче против «Верии» он дебютировал в греческой Суперлиге в составе последнего. Летом того же года Пунгурас был арендован «Верией». 22 сентября в матче против «Панетоликоса» он дебютировал за новую команду. В 2018 году Пунгурас на правах аренды перешёл в польский клуб «Арка». 22 апреля в матче против «Сандецья» он дебютировал в польской Экстраклассе. По окончании аренды игрок вернулся в ПАОК. В составе клуба он дважды завоевал Кубок Греции. 
Летом 2018 года Пунгуас перешёл в «Панатинаикос», подписав контракт на 3 года. 26 августа в матче против «Ксанти» он дебютировал за новую команду. 3 марта 2021 года в поединке Кубка Греции против ПАС Янина Ахиллеас забил свой первый гол за «Панатинаикос». В 2022 году игрок завоевал национальный кубок. 
Летом 2023 года Пунгуас перешёл в турецкий «Сивасспор», подписав контракт на два года. 7 октября в матче против «Пендикспора» он дебютировал в турецкой Суперлиге. 

## Достижения
Клубные
 ПАОК
- Обладатель Кубка Греции (2) — 2016/2017, 2017/2018

 «Панатинаикос»
- Обладатель Кубка Греции (1) — 2021/2022